# Alderico di Sens
Alderico di Sens (790 – 841) è venerato come santo dalla Chiesa cattolica.

## Biografia
Nato intorno al 790 da una nobile famiglia del Gâtinais, fu prima monaco a Ferrières-en-Gâtinais, poi legato dall'arcivescovo di Sens, Geremia, e al clero della sua città. Venne chiamato alla corte di Ludovico il Pio, che gli affidò l'incarico di maestro di palazzo, e poco dopo fu cancelliere di suo figlio Pipino I di Aquitania.
Alla morte di Adalberto, nell'821, fu nominato a succedergli come abate del monastero di Ferrières, e nell'828 venne ordinato arcivescovo di Sens. L'anno successivo partecipò al Concilio di Parigi.
Per tutta la durata del suo incarico pastorale si dedicò alla disciplina religiosa e la riforma del clero. Fu inoltre profondamente interessato agli studi ecclesiastici ed ebbe come studente Lupo Servato, che inviò in Germania dal celebre Rabano Mauro.
Nell'834 egli partecipò al concilio di Thionville. Morì nell'840 o 841 e il suo corpo, secondo il suo desiderio, fu sepolto a Ferrières. Più tardi i suoi resti sono stati depositati in un magnifico santuario, ma gli iconoclasti ugonotti li dispersero nel 1569, con l'eccezione di alcune ossa.

## Culto
Sant'Alderco viene ricordato il 10 ottobre ed è il protettore di Sens; si invoca per ottenere la guarigione dalle congestioni cerebrali.